# Suffocation
Suffocation ([ˌsʌfə'keiʃ(ə)n] — «удушье»  (англ.)) — американская группа, играющая в стиле дэт-метал, которая была образована в 1989 году в Лонг-Айленде (штат Нью-Йорк). Оригинальный состав группы состоял из вокалиста Фрэнка Муллена, гитаристов Терренса Хоббса и Дуга Сиррито, барабанщика Майка Смита и бас-гитариста Джоша Бэрона, которого после записи альбома Effigy of the Forgotten сменил Крис Ричардс. После распада Suffocation в 1998 году и воссоединения в 2002 году в группе появились гитарист Гай Марчейс и бас-гитарист Дерек Бойер.
Suffocation наряду с такими группами как Cannibal Corpse, Immolation, Morbid Angel, Nile, Obituary, Deeds of Flesh, Deicide, Dying Fetus, Incantation является одной из значимых групп своего жанра. Альбом Suffocation Effigy of the Forgotten считается одним из наиболее значимых в стиле дэт-метал. За свою карьеру группа выпустила девять студийных альбомов, один сборник и два EP.

## История

### Создание и Effigy of the Forgotten (1989—1991)
Группа Suffocation была сформирована в 1989 году в городке Сентерич на Лонг-Айленде (штат Нью-Йорк) вокалистом Фрэнком Мулленом, бас-гитаристом Джошем Бэроном, гитаристами Дугом Сиррито и Террэнсом Хоббсом и другом Бэрона, барабанщиком Майком Смитом. Перед записью первого альбома у группы ушёл год на подготовку демозаписи Reincremated, которая была выпущена в 1990 году и состояла из трёх песен «Human Waste», «Involuntary Slaughter» и «Reincremation». Две из них впоследствии вошли на первый альбом. В сентябре 1990 года группа записала мини-альбом под названием Human Waste, который был выпущен лейблом Relapse Records. Мини-альбом состоял из 6 песен «Infecting The Crypts», «Synthetically Revived», «Mass Obliteration», «Catatonia», «Jesus Wept», «Human Waste», три из них в последующем вошли на дебютный полноформатный альбом. В 2000 и 2005 году Human Waste был переиздан с добавлением двух песен с Reincremated. В начале 1991 года группа заключила контракт с лейблом Roadrunner Records и начала работу над своим дебютным альбомом под названием Effigy of the Forgotten, который был выпущен 22 октября 1991 года. Альбом продюсировал Скотт Барнс, а вокальные партии в песнях «Reincremation» и «Mass Obliteration» исполнил Джордж Фишер.

### Breeding the Spawn — Pierced from Within (1993—1995)
После выхода Effigy of the Forgotten в составе произошла замена, вместо Джоша Бэрона позицию бас-гитариста занял Крис Ричардс. Вместе с ним группа записала свой второй альбом Breeding the Spawn. Альбом вышел 18 мая 1993 года на Roadrunner Records. Продюсером альбома стал Пауль Багин, также он стал инженером звукозаписи и произвел микширование, запись и сведение альбома проходили в Mixed at Noise Lab, West Islip Нью-Йорк США, мастеринг альбома произвёл Крис Гебрингер на студии The Hit Factory DMS, Нью-Йорк США. Suffocation первоначально намеревалось сделать запись альбома снова со Скотом Барнсом на студии Morrisound, но лейбл Roadrunner Records отказался делать запись в этой студии. Альбом Breeding the Spawn также примечателен тем, что он стал последним альбомом с Майком Смитом, которого заменил Дуг Бон. С ним группа записала альбом Pierced from Within, но после окончания гастролей по Северной Америке и Европе Дуг Бон уходит из группы, а новым членом коллектива становится бывший барабанщик Malevolent Creation Дэйв Калросс. Главной причиной ухода Майка Смита из группы ситуация с процессом регистрации альбома Breeding the Spawn и его выпуск. После выпуска альбома Suffocation несколько месяцев провели в гастролях играя на концертах и работая над новым материалом.
Свой следующий, третий по счету альбом, под названием Pierced from Within группа выпустила 23 мая 1995 года на лейбле Roadrunner Records. Продюсером альбома Pierced from Within стал Скот Барнс, также он стал инженером звукозаписи и произвел микширование, ассистентом Скота Барнса стал Стив Харитейдж и Дэйв Уэлнер, запись и сведение альбома было произведено на студии Morrisound Recording, Флорида США, мастеринг произвёл Майк Фулнер на студии Fullersound, Флорида США. Оформлением альбома занимался Хиро Такахаси.

### Распад группы — Воссоединение (1998—2002)
В 1998 году Suffocation воспользовались услугами продюсера Скотта Бёрнса и вместе с ним подготовили мини-альбом Despise the Sun. EP содержал пять песен: «Funeral Inception», «Devoid of Truth», «Despise the Sun», «Bloodchurn», «Catatonia»; вышел EP Despise the Sun лейбле Vulture Records очень малым тиражом. В 2000 году лейбл Relapse Records, переиздал Despise the Sun, но раздоры в группе не позволили «Suffocation» двигаться дальше. Легендарный Дуг тем временем участвовал в записи первого альбома Hate Eternal 1999 года, для которого он написал 3 композиции. Он не принял участие в туре в поддержку альбома, якобы предполагая, что Death Metal утратил свою актуальность, и стал работать инженером. Таким образом, группа прекратила существование.
Первые слухи о возрождении группы начали ходить в 2002 году и, в конце концов, подтвердились. Новый состав группы выглядел следующим образом: Фрэнк Муллен, Майк Смит, Терренс Хоббс, Гай Марчейз и Дерек Бойер. Летом 2003 года Suffocation выпустили клип «Deceit», а затем отправились в студию, где начали работу над новым альбомом.
Майк Смит в одном из своих интервью прокомментировал дальнейшую деятельность группы, после воссоединения:
Мне кажется, сейчас группа находится в гораздо лучшей форме, чем раньше - какой год ни возьми. После воссоединения оригинального состава все почувствовали одну интересную вещь: мы как бы осознали заново, что именно подвигло нас на создание коллектива полтора десятка лет назад. В группу вернулся тот самый неповторимый дух Suffocation, который мы постепенно теряли с годами, приглашая в команду музыкантов «со стороны». Сейчас же могу с уверенностью сказать, что коллектив вернулся к корням, мы снова у истоков Suffocation, так что творческий процесс продвигается исключительно легко и естественно.

### Souls to Deny — Suffocation (2002—2006)
Через год после своего воссоединения группа выпускает свой четвёртый альбом Souls to Deny, который был выпущен 27 апреля 2004 года на лейбле Relapse Records. Продюсером альбома Souls to Deny стала сама группа, инженером звукозаписи и микшированием занимался Джо Синкотта, запись альбома проходила с января-февраль 2004 года на студии Full Force Studio, Нью-Йорк США, мастеринг альбома произвёл Скот Хулл на студии Visceral Sound. Оформлением альбома занимался Дэн СиаГрайве. На песню «Surgery of Impalement» было снято видео шедшее как бонус к альбому.
Майк Смит в одном из своих интервью прокомментировал выбор лейбла Relapse Records после воссоединения:
Это тоже своего рода попытка «держаться корней». На самом деле, еще с весны 2003 года нам поступила масса предложений, в том числе от Century Media, Nuclear Blast Records и Relapse Records. Мы подумали-подумали и выбрали все-таки старых знакомых из Relapse: их предложение оказалось на порядок лучше того, что были готовы предоставить другие фирмы.
В 2005 году группа подготавливает материал для DVD под названием The Close of a Chapter, но есть две версии этого концерта Suffocation. Оригинал имеет точно такой же треклист, но заключительное вариан отличается от оригинала, согласно Майку Смиту там только 50%
от оригинального концерта. Relapse Records выпустили этот концерт в новой версии как «The Close of a Chapter: Live in Quebec City», 27 октября 2009 года в Северной Америке и 2 ноября 2009 по всему миру.
Следующим альбомом группы, пятым по счету, стал альбом с одноименным названием Suffocation, который был выпущен 19 сентября 2006 года на лейбле Relapse Records. Инженером звукозаписи и микшированием занимался Джо Синкотта, запись альбома проходила с мая-июнь 2006 года на студии FullForce Studios, Нью-Йорк США, мастерингом занимался Алан Доучес, оформление альбома сделал Джон Зиг, фото группы сделал Скотт Кинкайде, дизайн альбома сделал Орион Ландау.

### Blood Oath — настоящее время (2009-)
Suffocation заключают контракт с лейблом Nuclear Blast Records, на котором группа выпускает свой шестой альбом под названием Blood Oath, который был выпущен 3 июля 2009 года. Инженером звукозаписи стал Джо Синкотта, а микшированием занимался Зак Охрен. Оформлением альбома занимался Джон Зиг.
В 2010 году группа выпустила на DVD снятый Джоном Бикфордом концерт под названием Legacy Of Violence.

## Музыкальный стиль и наследие
Стиль группы Suffocation формировался под большим влиянием грайндкора, группа использует очень низкий гортанный вокал, быстрые и сложные гитарные риффы, совмещая их с техничными партиями ударных и тяжелой смысловой нагрузкой текстов, и пониженным строем.
С момента выпуска своего дебютного альбома, Effigy of the Forgotten, Suffocation занимают почётное место на дэт-метал сцене с начала 1990-х годов, с сохранением своего типичного стиля после воссоединения в 2000-х годах. Decibel Magazine заявил: «Effigy of the Forgotten был точкой отсчета для экстремальной музыки. Не пожертвовав техничностью и жестокостью музыки, Effigy of the Forgotten стал примером для тех, кто все ещё думал, как же соединить замысловатые гитарные риффы со сложным ритмическим рисунком ударных.» Согласно Allmusic, Муллен — один из лучших вокалистов в дэт-метале. Suffocation также сильно повлияла на создание поджанра дэткор.

## Участники группы

### Текущий состав
- Террэнс Хоббс (англ. Terrance Hobbs) — гитара (1989—1998, 2002-)
- Чарли Эрриго (англ. Charlie Errigo) — гитара (2016-)
- Дерек Бойер (англ. Derek Boyer) — бас-гитара (2004-)

- Эрик Моротти (англ. Eric Morotti) — ударная установка (2016-)

- Рикки Майерс (англ. Ricky Myers) — вокал (2019-)

### Участники живых выступлений
- Рикки Майерс (англ. Ricky Myers) — вокал (2015-2016, 2018-2019)
- Билл Робинсон (англ. Bill Robinson)  — вокал (2012)
- Джон Галлагер (англ. John Gallagher) — вокал (2013)
- Кевин Мюллер (англ. Kevin Muller) — вокал (2017)

### Бывшие участники
Гитаристы
- Дуг Сиррито (англ. Doug Cerrito) — гитара (1989—1998)
- Гай Марчайс (англ. Guy Marchais) — гитара (1988-1990, 2003-2016)

Бас-гитаристы
- Джош Бэрон (англ. Josh Barohn) — бас-гитара (1989—1991)
- Крис Ричардс (англ. Chris Richards) — бас-гитара (1991—1998)

Ударники
- Дуг Бон (англ. Doug Bohn) — ударная установка (1994—1997)
- Майк Смит (англ. Mike Smith) — ударная установка (1989—1994, 2002—2012)
- Дейв Кулросс (англ. Dave Culross) — ударная установка (1996—1998, 2012—2014)
- Кевин Тейли (англ. Kevin Talley)  — ударная установка (2014-2016)

Вокалисты
- Фрэнк Муллен (англ. Frank Mullen) — вокал (1989—1998, 2002-2018)

## Дискография

### Студийные альбомы
| Год              | Студийный альбом                              | Лейбл                 |
| ---------------- | --------------------------------------------- | --------------------- |
| 1991 22 октября  | Effigy of the Forgotten 1-й студийный альбом  | Roadrunner Records    |
| 1993 18 мая      | Breeding the Spawn 2-й студийный альбом       | Roadrunner Records    |
| 1995 23 мая      | Pierced from Within 3-й студийный альбом      | Roadrunner Records    |
| 2004 27 апреля   | Souls to Deny 4-й студийный альбом            | Relapse Records       |
| 2006 19 сентября | Suffocation 5-й студийный альбом              | Relapse Records       |
| 2009 3 июля      | Blood Oath 6-й студийный альбом               | Nuclear Blast Records |
| 2013 15 февраля  | Pinnacle Of Bedlam 7-й студийный альбом       | Nuclear Blast Records |
| 2017 9 июня      | …Of the Dark Light 8-й студийный альбом       | Nuclear Blast Records |
| 2023 3 ноября    | Hymns from the Apocrypha 9-й студийный альбом | Nuclear Blast Records |

### EP
| Год            | EP                     | Лейбл           |
| -------------- | ---------------------- | --------------- |
| 1991 1 мая     | Human Waste 1-й EP     | Relapse Records |
| 1998 30 апреля | Despise the Sun 2-й EP | Vulture Records |

### Сборники
| Год            | Сборник                 | Лейбл              |
| -------------- | ----------------------- | ------------------ |
| 2008 29 января | The Best of Suffocation | Roadrunner Records |

### Демо
| Год       | Демо         | Лейбл         |
| --------- | ------------ | ------------- |
| 1990 июль | Reincremated | Self Released |

### DVD
| Год  | Концертный альбом                  | Лейбл           |
| ---- | ---------------------------------- | --------------- |
| 2005 | The Close of a Chapter 1-й концерт | Relapse Records |
| 2010 | Legacy Of Violence 2-й концерт     | Relapse Records |